# 4-甲基阿米雷司
4-甲基阿米雷司（缩写4-MAR或4-MAX），分子式C10H12N2O，是一种兴奋剂，带有噁唑啉基团，由McNeil实验室在1960年代开发。